# The Motels
The Motels è un gruppo musicale statunitense attivo dagli anni settanta. Il gruppo, esponente della corrente musicale new wave, ha avuto successo anche in Francia, in Australia e in Giappone. Martha Davis, leader, compositrice e voce femminile, dopo lo scioglimento della formazione originaria, ha lavorato come solista e alla fine degli anni novanta ha creato una nuova formazione conosciuta come The Motels featuring Martha Davis, attiva ancora oggi dopo varie sostituzioni.

## Storia

### Gli esordi
Martha Davis, chitarrista precoce, forma il primo nucleo del gruppo nel 1971 a Berkeley (California), sua città natale. Dopo vari cambi di nome e varie sostituzioni nella formazione, The Motels si spostano a Los Angeles in cerca di un contratto discografico e si esibiscono in vari club della zona, ottenendo un discreto successo di pubblico. Nel 1979 riescono a farsi ingaggiare dalla Capitol, che già una volta in passato aveva respinto i loro demo, e viene pubblicato il primo album The Motels (1979). Il primo singolo estratto, Closets and Bullets, passa quasi inosservato, ma il successivo Total Control diventa un successo soprattutto in Francia e in Australia, dove entra nella classifica dei primi 10 più venduti. In Italia, Anna Oxa ne fa una cover Controllo Totale.
La formazione dell'esordio discografico vede Martha Davis alla voce solista e alla chitarra, Jeff Jourard (ex componente dei Tom Petty and the Heartbreakers) alla chitarra solista, Marty Jourard (fratello di Jeff) alle tastiere e al sassofono, Michael Goodroe al basso e Brian Glascock alla batteria.

### Il successo
L'anno successivo Jeff Jourard viene sostituito da Tim McGovern, compagno della Davis, e la band rientra in sala di registrazione per realizzare il secondo album Careful. Pubblicato nel giugno 1980, l'album raggiunge il 45º posto della classifica USA, ma i diversi singoli estratti andranno al top delle vendite in vari paesi europei e in Australia. Il disco viene promosso anche in Italia con apparizioni televisive (Discoring e altre trasmissioni) e un unico concerto tenutosi a Roma il 19 dicembre 1980.
Il gruppo chiede al produttore Val Garay di realizzare il successivo Apocalypso. La pubblicazione, prevista per la fine del 1981, viene rinviata quando la Capitol Records, ascoltato il materiale registrato, lo respinge in quanto "troppo poco commerciale". L'intero album deve essere rifatto, ma al rientro in sala d'incisione, la relazione tra la Davis e McGovern si interrompe e molti interventi di chitarra solista devono essere registrati con musicisti di studio. Nel gennaio 1982 si aggrega alla band il chitarrista Adrian Peritore (il cui nome era stato abbreviato in Guy Perry da un precedente produttore dopo un errore di trascrizione sulla copertina di un disco) e l'album, finalmente completato, prende il titolo definitivo All four one ed esce nell'aprile 1982.
Val Garay, oltre che produttore, diviene anche manager dei Motels e tiene sotto stretto controllo tutte le attività artistiche del gruppo (dischi, video, spettacoli dal vivo). Il successivo album Little Robbers esce nell'autunno 1983 e il primo singolo Suddenly Last Summer entra nella Top 10 degli Stati Uniti mentre l'album guadagna il disco d'oro in USA, Canada e altri paesi.
Nel febbraio 1984 il gruppo si separa da Garay per divergenze personali e la band, oltre a portare avanti un tour promozionale che toccherà anche Giappone e Hawaii, realizza due brani (Long Day e In the Jungle) che verranno inclusi rispettivamente nelle colonne sonore di Mosca a New York e di Teachers. Alla fine dello stesso anno la Capitol affianca al gruppo il produttore Richie Zito e ha inizio la registrazione del sesto album, Shock, che sarà pubblicato molti mesi più tardi dopo i ritocchi finali realizzati presso lo studio ad alta tecnologia sonora che Giorgio Moroder aveva costruito nella San Fernando Valley. Dal disco vengono estratti tre singoli: Shame, Shock e Icy Red.
Martha Davis incontra uno per uno i componenti del gruppo nel febbraio 1986 e comunica loro la sua decisione di tentare la carriera solista.
Negli anni 2000 il gruppo si ricompatta sempre attorno a Martha Davis e pubblica 4 album.

## Formazione

### Formazione attuale
- Martha Davis
- Nick Johns
- Clint Walsh
- Brady Wills
- Eric Gardner
- Marty Jourard

### Ex componenti
- Dean Chamberlain
- Chuck Wada
- Lisa Brenneis
- Richard D'Andrea
- Robert Newman
- Michael Goodroe
- Brian Glascock
- Jeff Jourard
- Tim McGovern
- Guy Perry
- Scott Thurston
- David Platshon
- Jason Loree
- Erik Lemaire
- Adrian Burke
- David Van Pattoen
- Mic Taras
- Angelo Barbera
- Kevin Bowen
- Michael Barbera
- Nick LeMieux
- Fritz Lewak
- David Sutton
- Eric Gardner
- Jon Siebels
- Felix Mercer
- Matthew Brown
- Matthew Morgan
- Matt Miller
- Tig Moore
- Johnny Marr

## Discografia

### Album in studio
- 1979 - Motels
- 1980 - Careful
- 1982 - All Four One
- 1983 - Little Robbers
- 1985 - Shock
- 2007 - Clean Modern and Reasonable
- 2008 - This
- 2011 - Apocalypso (registrato nel 1981)
- 2018 - The Last Few Beautiful Days

### Album dal vivo
- 2007 - Standing Room Only
- 2009 - Atomic Cafe: Greatest Songs Live
- 2016 - The Motels at the BBC

### Raccolte
- 1988 - No Reservations - The Best of The Motels
- 1991 - No Vacancy
- 2005 - The Motels Essential Collection
- 2001 - Anthologyland
- 2002 - Classic Masters
- 2003 - The Best Of The Motels

### Singoli
- Closets and Bullets (1979)
- Total Control (1979)
- Anticipating (1980)
- Danger (1980)
- Whose Problem? (1980)
- "Days Are OK" (1981)
- "Mission of Mercy" (1982)
- "Only The Lonely" (1982)
- "Take The L" (1982)
- "Forever Mine" (1982)
- "Art Fails" (1983)
- "Suddenly Last Summer" (1983)
- "Little Robbers" (1983)
- "Footsteps" (1984)
- "In the Jungle" (1984)
- "Shame" (1985)
- "Shock" (1985)
- "Icy Red" (1986)
- "Love and Affection" (1986) (Martha Davis and Sly Stone)
- "We've Never Danced" (1987)
- "Don't Tell Me the Time" (1987)
- "Tell It to the Moon" (1988)
- "Just Like You" (1988)
- "Don't Ask Out Loud" (1988)
- "What Money Might Buy" (1988)